# Juntos (EP)
Juntos es el primer EP en español y el segundo en total del grupo estadounidense Fifth Harmony. Fue lanzado de forma digital el 8 de noviembre de 2013 por Syco Music y Epic Records, mismo día en que también salió a la venta su versión acústica. Los productores de este EP siguen siendo los mismos que en Better Together.
El CD físico salió a la venta de forma exclusiva el 11 de noviembre de 2013 en todas las tiendas Walmart de Estados Unidos en una edición que une las canciones de este EP junto con las de Juntos (Acoustic).
En la edición deluxe de Better Together tiene su propio CD, separado de la versión acústica.
Debutó en el número #2 de la lista Billboard Top Latin Albums y su mejor puesto en dicha lista fue el #1.

## Lista de canciones
| N.º | Título                     | Escritor(es)  | Productor(es)        | Duración |  |
| 1.  | «Que bailes conmigo hoy»   | Claudia Brant | Julian Bunetta       | 3:37     |  |
| 2.  | «Sin tu amor»              | Brant         | The Suspex           | 3:15     |  |
| 3.  | «Tú eres lo que yo quiero» | Brant         | Rickard B. Göransson | 3:16     |  |
| 4.  | «Eres tú»                  | Brant         | Bunetta ⋅ PJ Bianco  | 3:58     |  |
| 5.  | «Mis amigas y yo»          | Brant         |                      | 3:52     |  |